# روزا پطروسیان
روزا (کناریک) آرسنی پطروسیان (ارمنی: Ռոզա (Քնարիկ) Արսենի Պետրոսյան؛ انگلیسی: Roza Petrosyan زادهٔ ۲۱ سپتامبر ۱۹۲۴ - درگذشته ۱۱ مهٔ ۲۰۰۷)، نثرنویس و شاعر اهل ارمنستان بود.

## زندگی‌نامه
وی در ۲۱ سپتامبر ۱۹۲۴ در لنیناکان به دنیا آمد . وی عضو اتحادیه نویسندگان ارمنستان و اتحادیه نویسندگان اتحاد شوروی بوده است. وی در ۱۱ مهٔ ۲۰۰۷ در سن ۸۲ سالگی در ایروان درگذشت.